# ثمون (الضليعة)
'

تعديل مصدري - تعديل

ثمون هي إحدى قرى عزلة الضليعة بمديرية الضليعة التابعة لمحافظة حضرموت، بلغ تعداد سكانها 143 نسمة حسب تعداد اليمن لعام 2004.